# アリカ・イ・パリナコータ州

アリカ・イ・パリナコータ州
XV Región de Arica y Parinacota

アリカ・イ・パリナコータ州（アリカ・イ・パリナコータしゅう、スペイン語:XV Región de Arica y Parinacota）は、チリ最北部の州。州都はアリカ。
2006年にタラパカ州の北部が分かれて成立した。

## 隣接州
- タクナ県
- ラパス県
- オルロ県
- タラパカ州

## 行政区分
アリカ県とパリナコータ県の2つの県から構成される。